# Jacques Draparnaud
Jacques Philippe Raymond Draparnaud (Montpellier, 3 de junho de 1772 – Montpellier, 2 de fevereiro 1804) foi malacologista e botânico francês . Foi professor de medicina em patologia na faculdade de medicina da Universidade de Montpeliier.